# Janseodes hugeli
Janseodes hugeli är en fjärilsart som beskrevs av Felder 1874. Janseodes hugeli ingår i släktet Janseodes och familjen nattflyn. Inga underarter finns listade i Catalogue of Life.